# Lytarmes fasciatus
Lytarmes fasciatus är en stekelart som först beskrevs av Smith 1860.  Lytarmes fasciatus ingår i släktet Lytarmes och familjen brokparasitsteklar.

## Underarter
Arten delas in i följande underarter:
- L. f. decoratus
- L. f. limbatus
- L. f. lucidus
- L. f. nigellus
- L. f. simulator
- L. f. tridentatus
- L. f. vicinus
- L. f. piceus
- L. f. viator
- L. f. nobilitator
- L. f. fulvus
- L. f. amboinensis